# 森林州

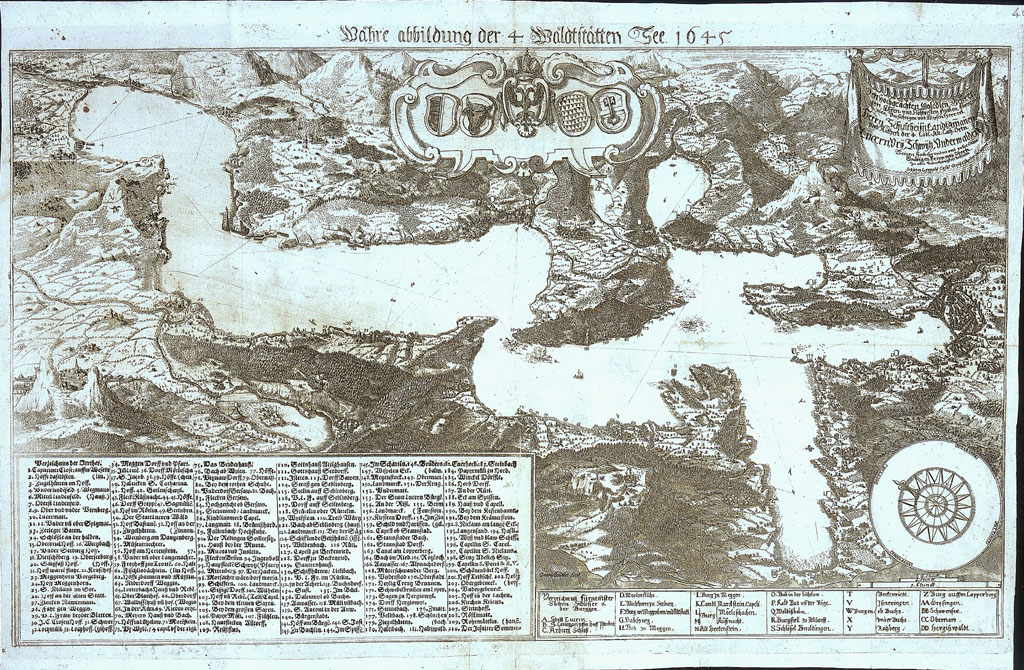
1645年的森林州地图

森林州（德語：Waldstätte）是14世纪早期以来的一个术语，指瑞士中部瑞士高原的森林地带。“三森林州”（Drei Waldstätten）指1291年舊瑞士邦聯创建的3个卢塞恩湖周边的州——烏里州、施維茨州和翁特瓦爾登州。德语中将琉森湖称为“四森林州湖”（Vierwaldstättersee）是因为在1332年加入联邦的卢塞恩州。